# Lachesilla major
Lachesilla major är en insektsart som beskrevs av Chapman 1930. Lachesilla major ingår i släktet Lachesilla och familjen kviststövsländor. Inga underarter finns listade i Catalogue of Life.